# Erwin Schoettle

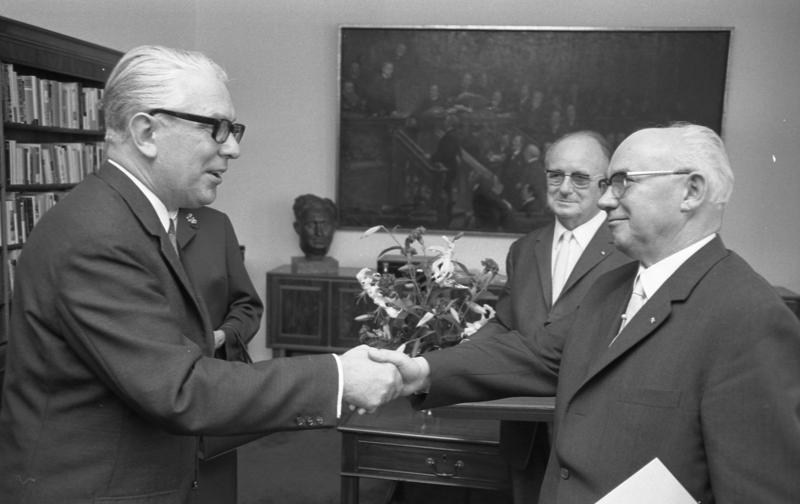
Verleihung des Bundesverdienstkreuzes durch Kai-Uwe von Hassel an Erwin Schoettle (rechts), 1969

Erwin Schoettle (* 18. Oktober 1899 in Leonberg; † 25. Januar 1976 in Baden-Baden) war ein deutscher Politiker der SPD und im Exil Widerstandskämpfer gegen den Nationalsozialismus.

## Leben

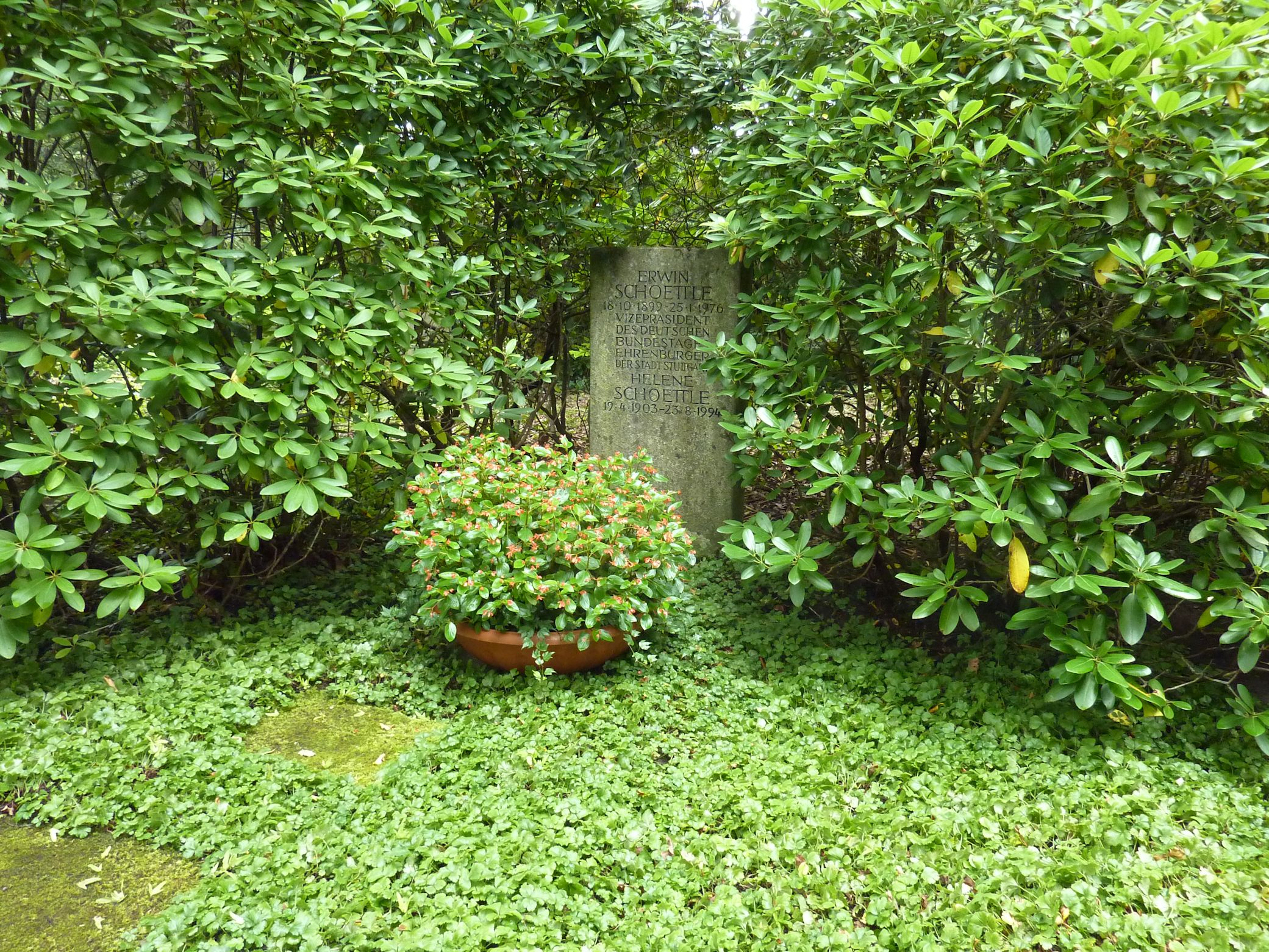
Grab von Erwin und Helene Schoettle

Der gelernte Buchdrucker und Sohn eines Schuhmachers musste wegen der Armut seiner Eltern das Gymnasium vorzeitig verlassen, nahm ab 1917 als Soldat am Ersten Weltkrieg teil und besuchte von 1919 bis 1920 eine Kunstgewerbeschule. 1925 heiratete er Helene Schoettle (geb. Oßwald). Als SPD-Mitglied musste er 1933 aus Deutschland flüchten und hielt sich bis August 1939 in St. Gallen, danach in London im Exil auf. 1946 kam er als Mitherausgeber der Stuttgarter Nachrichten zurück nach Stuttgart und gab von 1946 bis 1949 die dort erscheinenden Sozialistischen Monatshefte heraus.
Er starb 76-jährig in Baden-Baden. Sein Grab befindet sich in Abteilung 20b auf dem Waldfriedhof Stuttgart.

## Partei
Schoettle trat 1919 der SPD bei und war nach 1920 Landesvorsitzender der Sozialistischen Arbeiterjugend (SAJ) in Württemberg und bei den Parteizeitungen Schwäbische Tagwacht und Esslinger Volkszeitung angestellt. Seit 1927 im Landesvorstand der württembergischen SPD, wurde er 1931 Parteisekretär in Stuttgart und arbeitete dort eng mit Kurt Schumacher zusammen. Im Exil leitete er von 1933 bis 1939 das Sopade-Grenzsekretariat für Südwestdeutschland vom schweizerischen St. Gallen aus, außerdem war er Mitglied der Gruppe Neu Beginnen, deren Londoner Gruppe er ab Ende 1939 vorstand. Schoettle spielte eine wichtige Rolle bei der Gründung der Union deutscher sozialistischer Organisationen in Großbritannien, deren Vorstand er angehörte. Von 1947 bis 1962 war er Landesvorsitzender der SPD in Württemberg-Baden bzw. ab 1952 in Baden-Württemberg, dem SPD-Bundesvorstand gehörte er von 1948 bis 1968 an, ab 1958 zusätzlich dem Parteipräsidium, später der Parteischiedskommission.

## Abgeordneter
Erwin Schoettle war 1933 Mitglied des letzten Württembergischen Landtags, an dessen einziger Sitzung am 8. Juni 1933 er nicht teilnahm, um einer Verhaftung zu entgehen.
Von 1946 bis 1947 gehörte Schoettle dem ersten Landtag von Württemberg-Baden an. Danach war er von 1947 bis 1949 Mitglied des Wirtschaftsrates der Bizone und dort SPD-Fraktionsvorsitzender sowie Vorsitzender des Hauptausschusses.
Bei der ersten Bundestagswahl wurde er in Stuttgart direkt ins Parlament gewählt und blieb bis 1972 Abgeordneter. Während er 1953 und 1957 über die Landesliste entsandt wurde, konnte er 1961 das Direktmandat in seinem Wahlkreis zurückerobern und wurde 1965 sowie 1969 im benachbarten Wahlkreis Stuttgart I direkt gewählt. Während seiner Parlamentszugehörigkeit war er von 1949 bis 1969 Vorsitzender des Haushaltsausschusses und anschließend bis 1972 des Ausschusses für Wahlprüfung, Immunität und Geschäftsordnung.
Vom 13. März 1951 bis 1957 und vom 3. März 1964 bis 1965 war er stellvertretender SPD-Fraktionsvorsitzender und von 1953 bis 1961 auch Vorsitzender des Fraktionsarbeitskreises Haushalt und Finanzen. Vom 17. Oktober 1961 bis 20. Oktober 1969 amtierte er als stellvertretender Bundestagspräsident. 1961 bis 1965 war Schoettle Vorsitzender der Unterkommission Haushalt des Bundestagspräsidiums.
Schoettle gehörte neben Rudolf Vogel (CDU), Martin Blank (FDP), Wilfried Keller (GB/BHE) und Heinrich Schild (DP) zur ersten Besetzung des Vertrauensgremiums für die geheimen Haushaltspläne der Nachrichtendienste des Bundes, das am 22. Februar 1956 erstmals zusammenkam.
Nach der Bundestagswahl 1972 schied Schoettle aus dem Parlament aus.

## Veröffentlichungen
- Permanente Opposition oder echte Alternative. Das Problem der Sozialdemokratie. In: Die Gegenwart. 1953, Heft 196, S. 792–794.

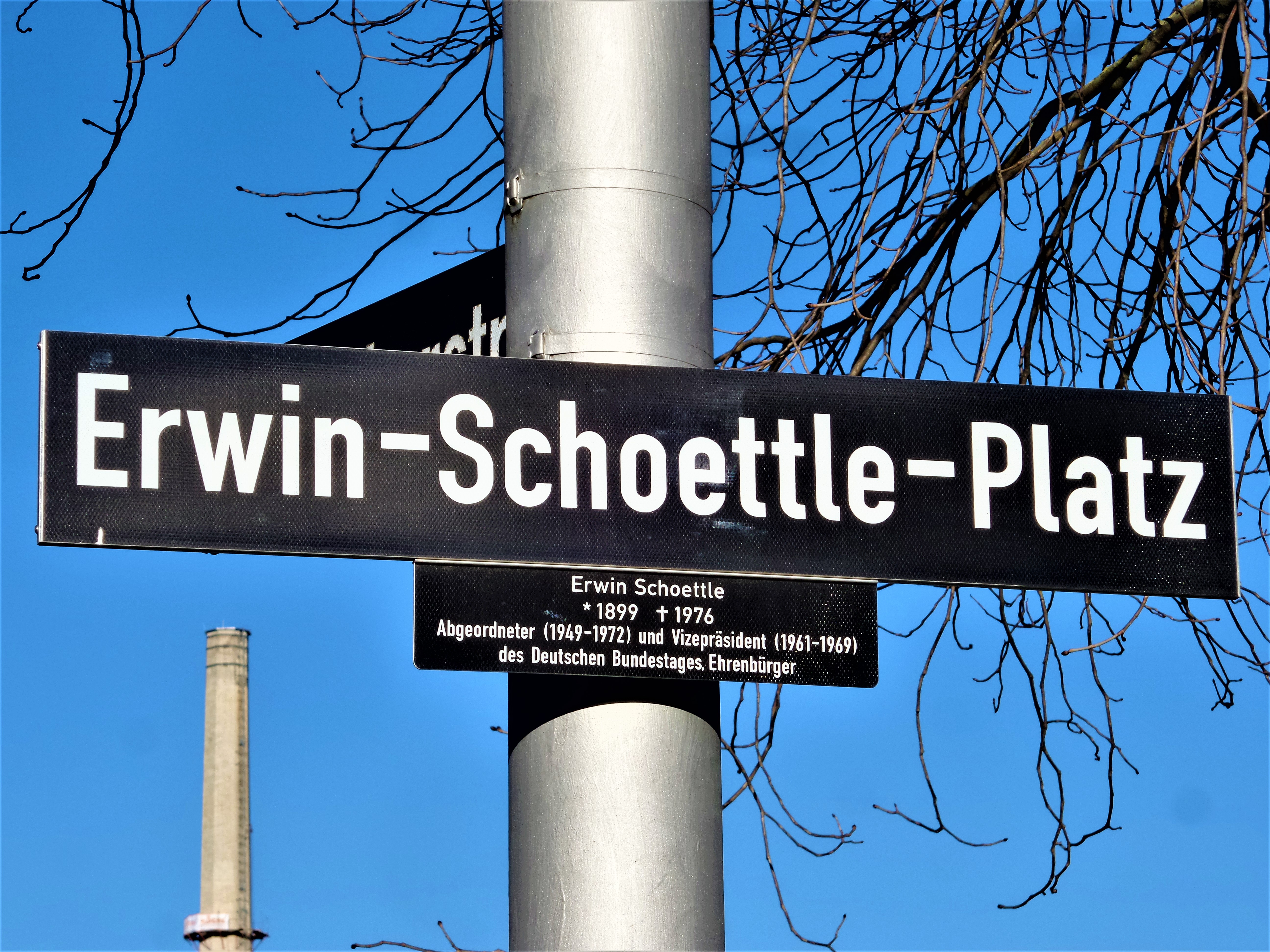
Erwin-Schoettle-Platz in Stuttgart-Heslach

## Ehrungen und Auszeichnungen
- 1955 Großes Bundesverdienstkreuz mit Stern, 1963 das Schulterband
- 1969 Großkreuz des Verdienstordens der Bundesrepublik Deutschland
- 1975 Ehrenbürger der Stadt Stuttgart
- 1975 Verdienstmedaille des Landes Baden-Württemberg[2]

Nach Schoettle wurden der Erwin-Schoettle-Platz in Stuttgart-Heslach und die Erwin-Schöttle-Straße in seinem Geburtsort Leonberg benannt.